# Rhombodera extensicollis
Rhombodera extensicollis är en bönsyrseart som beskrevs av Jean Guillaume Audinet Serville 1839. Rhombodera extensicollis ingår i släktet Rhombodera och familjen Mantidae. Inga underarter finns listade i Catalogue of Life.